# Polymerus flaviloris
Polymerus flaviloris är en insektsart som beskrevs av Knight 1925. Polymerus flaviloris ingår i släktet Polymerus och familjen ängsskinnbaggar. Inga underarter finns listade i Catalogue of Life.